# Saynella
Saynella – rodzaj głowonogów z wymarłej podgromady amonitów, z rzędu Ammonitida.
Żył w okresie późnej kredy (hoteryw).